# 日々感謝。ヒビカン
日々感謝。ヒビカン（ひびかんしゃひびかん）は、2012年4月2日から2014年9月26日まで中国放送（RCCラジオ）で毎週月曜日から金曜日の12:00 - 14:55に放送されていたラジオのワイド番組。

## 概要
2012年4月2日放送開始。
2013年、第50回ギャラクシー賞のラジオ部門で大賞を受賞した。
2014年9月26日放送終了。

## 放送時間
毎週月～金曜日 12:00 - 15:00

## パーソナリティ
- 青山高治（RCCアナウンサー：月～金担当）
- 岡佳奈（元RCCアナウンサー：月・火曜日担当）
- 田口麻衣（RCCアナウンサー：水・木・金曜日担当）

## スタッフ
- プロデューサー：増井威司
- ディレクター：岡本幸、猪野竜平、村山太一、豊後美羽